# Гудемуд, Тьялинг
Тьялинг Гудемуд (нидерл. Tjalling Goedemoed, 2 марта 1971 года — 7 мая 2016 года) — голландский шашист, шашечный композитор, тренер, организатор турниров, популяризатор игры, видеоблогер. Считался одним из сильнейших игроков в фризские шашки
Неоднократный призёр Чемпионата Нидерландов по быстрым шашкам (nl) (3 место в 2001 году и 2 место в 2002 году).

В историю шашечной игры вошёл как автор идеи общемирового шашечного курса, официально признанных Всемирной федерацией шашек (ФМЖД, для которого написаны учебные пособия «Course In Draughts» и «The Art Of Winning»). «Course In Draughts» был переведен на несколько мировых языков. Международный гроссмейстер Юрий Аникеев пишет: 
Все 3 части [учебника по шашкам-100 от голландского мастера Tjalling Goedemoed] очень полезны для игроков разного уровня, а также для тренеров. Материал очень хорошо структурирован, очень много свежих примеров, есть задачи для решения, много связи тактики со стратегией.
Тьялинг Гудемуд 22 года вел шашечную рубрику в газете  Friesch Dagblad
Выступал за клубы DamCombinatie Fryslan, De Oldehove, De Rûge Wolf, De Toer Grou, Het Noorden, Killer club, Rinsumageest. Мастер ФМЖД, FMJD-Id: 10263.
Скоропостижно скончался 7 мая 2016 года.